# Peter Prevc
Peter Prevc, född 20 september 1992 i Selca, Slovenien, är en slovensk före detta backhoppare. Klubbmässigt tävlade Prevc för den slovenska klubben SK Triglav Kranj.

## Karriär
Peter Prevc startade sin backhoppningskarriär medan han var 13 år. Han startade i FIS-cupen 2006. I säsongen 2008/2009 tog han sina första poäng i Kontinentalcupen (COC). I tävlingen i ”hemmabacken” i Kranj och i stora backen i Pragelato blev han tvåa. Mellan dessa tävlingar deltog han i junior-VM i Štrbské Pleso där han blev nummer 16.
I slovenska mästerskapen 2009 i Kranj vann han en guldmedalj i laghopp tillsammans med Robert Kranjec, Primož Peterka och Jaka Oblak. Även under European Youth Olympic Festival 2009 i Szczyrk i Polen vann han guld, bådea i individuella tävlingen och i laghoppningen.
Peter Prevc tog sina första poäng i världscupen i Lillehammer i december 2009, då han kom på 22:a plats. Han har två säsonger i världscupen samt en seger i laghoppning i Oberstdorf 19 februari 2012. Hans bästa individuella resultat är tre 14:e platser, alla tagna år 2010.
Prevc tävlade i junior-VM i Hinterzarten i Tyskland, 2010. Han fick en silvermedalj i individuella tävlingen, 4,0 poäng efter juniorvärldsmästaren, Michael Hayböck, Österrike. I lagtävlingen tog det slovenska laget (Peter Prevc, Jaka Hvala, Matic Kramaršič och Dejan Judež) bronset.
Under de olympiska vinterspelen 2010 i Vancouver slutade han sjua i normal backe, åtta i lagtävlingen (stor backe) och på sextonde plats i den individuella tävlingen i stor backe.
Vid Världsmästerskapen i nordisk skidsport 2011 i Holmenkollen i Oslo vann Prevc tillsammans med det slovenska laget bronset i lagtävlingen på stor backe. Det slovenska laget (Peter Prevc, Jurij Tepeš, Jernej Damjan och Robert Kranjec) kämpade med Norge om silvret efter det österrikiska laget som vann med 43,6 poäng. Slovenska laget var bara 3,8 poäng från att ta silvret.
Peter Prevc har som sitt längsta hopp 221,5 meter från Heini Klopfer-backen i Oberstdorf 2012. Han har även ett hopp på 222,5 meter, men han föll och skadade sig. 
Vid olympiska vinterspelen 2014 vann han både silver i normalbacke och brons i stor backe.
Säsongen 2015/2016 vann han Tysk-österrikiska backhopparveckan.
Efter säsongen 2023/24 lade Prevc skidorna i taxin och avslutade karriären.

## Resultat

### Juniorvärldsmästerskap
| År   | Plats                   | Resultat                        |
| ---- | ----------------------- | ------------------------------- |
| 2009 | Štrbské Pleso Slovakien | 6 normalbacke 5 lag normalbacke |
| 2010 | Hinterzarten Tyskland   | normalbacke lag normalbacke     |